# Neuracanthus robecchii
Neuracanthus robecchii är en akantusväxtart. Neuracanthus robecchii ingår i släktet Neuracanthus och familjen akantusväxter.

## Underarter
Arten delas in i följande underarter:
- N. r. atratus
- N. r. robecchii